# Enamorado de mi mujer
Enamorado de mi mujer (Amoureux de ma femme) es una comedia francesa dirigida e interpretada por Daniel Auteuil y estrenada en 2018. Es una adaptación de la pieza de teatro L'Envers du décor, de Florian Zeller.

## Sinopsis
Daniel, editor parisiense se encuentra por casualidad a su amigo Patrick, divorciado recientemente pero del que se ha distanciado desde la separación de este último con su exmujer, mejor amiga de la esposa de Daniel.
A partir de ahora acopla con Emma, joven actriz española, Patrick desearía presentarla a sus amigos que organizan pues una cena en ellos.
Pero en proporción a la noche y cada vez más bajo el encanto de la guapa española, Daniel va a imaginarse todos los guiones posibles para vivir su romance con Emma...

## Ficha técnica
- Título : Enamorado de mi mujer
- Realización : Daniel Auteuil
- Guion : Florian Zeller
- Fotografía : Jean-François Robin
- Montaje : Joëlle Pique
- Disfraces : Charlotte Betaillole
- Decoraciones : Virginie Destinado
- Música : Thomas Dutronc, David Chiron
- Productor : Olivier Delbosc
- Producción : Curiosa Películas
  - Coproducción : Zack Películas, Versus Producción y France 3 Cine
- Distribución : Sony Pictures Releasing Francia
- País de origen :  Francia
- Género : comedia
- Duración : 84 minutos
- Data de salida : 25 de abril de 2018

## Reparto
- Daniel Auteuil : Daniel
- Gérard Depardieu : Patrick
- Sandrine Kiberlain : Isabelle
- Adriana Ugarte : Emma
- Alain Doutey : Bruno